# Catherine Walsh
Catherine Walsh es una intelectual-militante norteamericana, radicada en Ecuador. Sus aportaciones giran en torno al pensamiento crítico en América Latina, la geopolítica del conocimiento, las luchas políticas, la praxis social de los pueblos afrodescendientes e indígenas, así como los pensamientos feministas, las pedagogías decoloniales y la interculturalidad crítica. Posee una trayectoria acompañando procesos de lucha indígenas y afrodescendientes en Abya Yala. Es docente en la Universidad Andina Simón Bolívar con sede en Ecuador.

## Biografía
Walsh se involucró durante muchos años en las luchas de justicia y transformación social; su militancia comenzó en los Estados Unidos donde trabajó con colectivos y comunidades puertorriqueñas, latinas, haitianas, asiáticas y caboverdianas en las luchas por los derechos lingüísticos, educativos y culturales, así como en los procesos de educación popular junto a Paulo Freire.
En los años 90, participó en debates sobre universidades y educación indígena, desde un proyecto político-epistémico intercultural y sus entrelaces con la plurinacionalidad. Fue asesora en la Asamblea Constituyente ecuatoriana de 2007-2008. Posteriormente junto con Juan García Salazar, abuelo del movimiento afroecuatoriano, formó en 2002 el Fondo Documental Afro-Andino; el archivo oral y visual más grande en América Latina sobre la memoria colectiva afro. 
Ha sido profesora universitaria por casi 40 años en la Universidad Andina Simón Bolívar en Quito, donde fue también directora-fundadora del doctorado en Estudios Culturales Latinoamericanos.

## Pensamiento Intercultural crítico y decolonial
Las contribuciones de Walsh han influido en distintas disciplinas, tales como la filosofía, sociología, historia, antropología, feminismo, pedagogía, entre otras. Sus estudios se centran en cuestionar la visión colonizadora, moderna y blanca, así como las relaciones de poder que establecen jerarquías raciales, estratificaciones sociales y patriarcales. La autora propone una interculturalidad crítica superior a la multiculturalidad y pluriculturalidad.
Para ella, la producción del saber está marcada por la colonialidad que se extiende en todos los niveles del saber y como consecuencia, la historia del saber está marcada geohistóricamente, geopolíticamente y geoculturalmente, lo que conlleva al conocimiento a ser un instrumento de poder al servicio de la colonialidad.

Su visión de interculturalidad crítica, propone el fortalecimiento de lo propio desde los sures, que ha sido negado y subalternizado por la modernidad-colonialidad, es por ello, que la interculturalidad como proyecto teórico, epistémico y político desafía la colonialidad del poder.
(...) La interculturalidad epistémica debe erigirse como superior a la interculturalidad promovida por el Estado o por la jactancia de la filosofía académica, que culmina afirmando un multi o pluriculturalismo; es decir, como la incorporación o inclusión de la diversidad étnica dentro de las estructuras sociales, políticas y de conocimiento existente.
Si bien esta pensadora cuestiona la colonialidad y el eurocentrismo, como únicos criterios válidos de conocimiento, admite, como señaló Leopoldo Zea,  que es importante recuperar las epistemes y racionalidades producidas por el hombre blanco occidental, que no siempre entran en conflicto con los saberes desde el sur.

## Publicaciones
Entre sus publicaciones en coautoría destacan:
- Pensamiento crítico y matriz (de)colonial (Quito, UASB/Abya Yala (2005)

- Interculturalidad, descolonización del Estado y del conocimiento (con Álvaro García Linera y Walter Mignolo, Buenos Aires: Editorial signo (2006)
- ¿Es posible unas ciencias sociales/culturales otras? Reflexiones en torno a epistemologías decoloniales, en Nómadas, Bogotá: Universidad Central, No. 26, (2007)
- Colonialidad, conocimiento y diáspora afro-andina: Construyendo etnoeducación e interculturalidad en la universidad (en Conflicto e (in)visibilidad. Retos en los estudios de la gente negra en Colombia, editores E. Restrepo y A. Rojas, Popayán: Editorial Universidad del Cauca (2004)

## Premios y reconocimientos
Entre los premios y reconocimientos destacan:
- Reconocimiento como docente destacada, Duke University, 2013 y 2014.
- Premio Frantz Fanon, trayectoria de vida de la Asociación de Filosofía Caribeña (2019)
- Premio de XV Certamen Latinoamericano de ensayo político de la Revista Nueva Sociedad Desafíos y transformaciones de la educación en América Latina, 2000.
- Premio de la Asociación Estatal de Massachusetts de la Educación Bilingüe, 1996.
- Primer Premio, Asociación Nacional de la Educación Bilingüe, Tesis Doctoral Destacada del Año, 1985.